# Alejandro Jodorowsky
Alejandro Jodorowsky Prullansky (Tocopilla, 7 de febrer de 1929) és un artista xilè d'origen jueu-ucraïnès, nacionalitzat francès el 1980. Entre les seves moltes facetes destaquen les d'escriptor (novel·lista, dramaturg, poeta i assagista), director teatral i de cinema, guionista, actor, manyaga, marionetista, compositor de bandes sonores, escultor, pintor i escenògraf en cinema, historietista, dibuixant, instructor del tarot, psicoterapeuta i sanador psicomàgic. Acostuma a escriure els seus llibres en castellà i els seus còmics i assajos en francès, per la qual cosa, seguint el concepte de George Steiner, es pot considerar un escriptor extraterritorial.
Va fundar, al costat de Roland Topor i Fernando Raval, el Grup Pànic. La seva aportació més divulgada i controvertida és la psicomàgia, una tècnica que conjuga els ritus xamànics, el teatre i la psicoanàlisi, els pretesos efectes de la qual són provocar en el pacient una catarsi de curació.
A l'edat de vint-i-quatre anys va cremar les seves fotografies i se'n va anar de Xile, recalant a París el 1953. Va viure uns quinze anys a Mèxic, entre 1960 i 1974 (si bé entre 1972 i 1974 va residir a Nova York) i des de finals del 1974 resideix a França, país del qual va adquirir la ciutadania. Té, per tant, doble nacionalitat, xilena i francesa.
Jodorowsky viu actualment a París, on fa classes de tarot i conferències sobre les seves tècniques (la psicomàgia i la psicogenealogia) al cafè Le Téméraire. Està casat amb la pintora i dissenyadora francesa Pascale Montandon. D'entre els seus cinc fills (un d'ells mort, Teo) han destacat l'actor i director teatral Brontis (El Talp, La dansa de la realitat), Cristóbal (Axel) psicoxamà i actor (Santa Sang, Quàntum Men), i el músic Adan Jodorowsky (el menor, conegut amb el nom artístic d'Adanowsky). També té una filla, Eugenia.

## Orígens genealògics
Jodorowsky és fill del matrimoni d'emigrants jueus ucraïnesos Jaime Jodorowsky Groismann i Sara Felicitat Prullansky Arcavi. La parella de comerciants regentava una botiga anomenada Casa Ukrania a Tocopilla (ciutat situada a la regió d'Antofagasta). Va tenir una germana gran, la poeta Raquel Jodorowsky (Tocopilla, 1927-Llima, 2011), qui va viure al Perú des de la dècada de 1950.
Aleksandr Levi (c.1873-1914), avi patern de Jodorowsky, era un jueu de Iekaterinoslav (actualment Dniprò) qui, el 1900 es casà amb Teresa Groismann (n.1879) a Yelisabetgrad (actualment Kropívnitski). L'any següent va néixer Jaime (Jacob), el segon de cinc germans (el primogènit moriria ofegat) i l'únic que tindria descendència. El 1909 l'avi va comprar el cognom Jodorowsky a un noble polonès i es va canviar legalment el cognom original jueu, Levi, per l'adquirit, amb el qual va ser inscrit pel notari Grigoriévich Shevchenko, del carrer Uspénskaya número 27 de Yelisabetgrad. El motiu podrien haver estat els pogroms, encara que segons l'autor ho va fer per evitar ser allistat a l'exèrcit.
Poc abans de finalitzar la I Guerra Mundial, el matrimoni Jodorowsky (Levi) i Teresa Groismann (els avis paterns d'Alejandro) va fugir dels pogroms rumb a França. Un cop a París van ser ajudats per un joier anomenat Moishe Rosenthal, membre del Comitè de Bienfaisance Israélite. Poc després viatjaren a Marsella i, com molts d'altres emigrants jueus de les diàspores, partiren amb els seus fills cap a Sud-amèrica per acabar a Xile i no tornar mai més a Europa.
Una mica més inusual va ser la migració de la seva mare, Sara Felicitat Prullansky, nascuda a Buenos Aires. Així ho relata Jodorowsky: la seva àvia Jashe Arcavi es va casar, a Argentina, amb un empresari jueu, Moisés, amb el qual va tenir dos fills més. La família es va traslladar a Iquique, port pròsper per on s'embarcava el salitre. La seva mare Sara va mantenir relacions amb un goy (no jueu) i la família la va obligar a casar-se amb Jaime Jodorowsky, traslladant-se tots dos a la propera Tocopilla per escapar de les enreonies de la comunitat jueva d'Iquique.
Per tant, en el seu arbre genealògic, a més d'ucraïnesos, per línia materna també hi ha jueus polonesos (cognomenats Prullansky), lituans (Trumper), russos d'origen germànic (Groismann) i sefardís (Arcavi). No obstant això, Jodorowsky mai no va rebre educació religiosa jueva (ni de cap altre tipus) durant la seva infància, entre altres coses perquè el seu pare, comunista militant, era profundament antireligiós. Jodorowsky ha explicat innombrables vegades que d'aquesta prohibició al culte religiós va sorgir precisament el seu interès per l'estudi de nombroses religions i els seus símbols.
Gairebé tots els seus familiars es caracteritzen per haver tingut una extrema longevitat, en molts de casos centenària, com el seu progenitor, nascut el 1901 i mort el 2001.

## Inicis i biografia
Després de viure els seus primers deu anys a Tocopilla la família es traslladà, el 1939, a Cinquena Normal, a Santiago. Jodorowsky va cursar els seus estudis secundaris al Liceu d'Aplicació. Va començar les seves activitats artístiques a una edat molt primerenca, inspirat principalment per la literatura i el cinema. Va publicar les seves primeres poesies cap allà el 1945. Pocs anys després va treballar al costat de poetes com ara Nicanor Parra i Enrique Lihn, al mateix temps que desenvolupava el seu interès per les marionetes i la pantomima.
Als 17 anys va debutar com a actor, i un any després va crear la tropa de pantomima Teatre Mímic al costat de Lihn, el seu fidel amic. Es va matricular, el 1947, als cursos de Filosofia i Psicologia de la Universitat de Xile, però als dos anys els va abandonar.
El 1948 va escriure el seu primer text dramàtic, la peça per a titelles La fantasma cosquillosa. Entre 1949 i 1953 va realitzar a Santiago alguns actes improvisats –clars precedents del happening (avançant-se als seus precursors dels EUA, que no comencen fins a 1952)– de caràcter surrealista, que després qualificà d'efímers (a Mèxic) i, a partir de 1962, efímers pànics a França.
L'any 1950 fundà el Teatre de Titelles del Teatre Experimental de la Universitat de Xile (TEUCH) i dos anys després, al costat de Lihn i Parra, creen el collage Quebrantahuesos, poesia mural amb retallades de periòdics.
Jodorowsky abandonà Xile el 1953 i viatjà a París per estudiar pantomima amb Étienne Decroux, el professor de Marcel Marceau. L'any següent es va unir a la companyia de teatre de Marceau, amb qui va realitzar gires per tot el món. Acudia com a alumne lliure als cursos que impartia el filòsof Gaston Bachelard a La Sorbona. Jodorowsky va debutar al cinema l'any 1957 amb el curtmetratge acarono La Cravate, lloat per Jean Cocteau, qui va escriure un pròleg per a aquest film (la còpia en cel·luloide d'aquest curt va estar perduda durant mig segle, fins que va aparèixer en 2006, per atzar, en una golfa a Alemanya).
Després de presentar-se a Mèxic el1958, Jodorowsky va decidir perllongar-hi la seva estada amb la finalitat de conèixer nous ambients teatrals. Va romandre, encara que amb intervals, fins al 1974 a aquest país, on es va interessar per temes psicològics i místics –el que li portaria a iniciar-se en la psicoteràpia al costat del prestigiós Erich Fromm a Cuernavaca i en la meditació zen amb el mestre Ejo Takata– i va dirigir més d'un centenar d'obres d'avantguarda. Durant les següents dues dècades, Jodorowsky va crear més de cent peces de teatre.
Entre 1960 i 1962 va acudir amb Fernando Arrabal i Roland Topor al cafè La Promenade de Venus, a París, on se celebraven les sessions del grup surrealista i en el qual conegué André Breton. Finalment el grup se separà i els tres autors –Raval, Jodorowsky i Topor– fundaren, l'any 1962, el Moviment Pànic, altament influït per Alfred Korzybski, el dadaisme, el surrealisme i la filosofia de Ludwig Wittgenstein.
Encara que posseeix dues nacionalitats, la xilena i la francesa, es considera ell mateix ciutadà del món, i no sent especial simpatia per França tot i residir-hi des de 1953 i estar-hi nacionalitzat des de 1980.

## Guionista de còmics
El seu primer còmic, Aníbal 5, va crear-lo a Mèxic el 1966 amb il·lustracions de Manuel Moro, i va tenir la seva pròpia tira setmanal en l'Herald de Mèxic: Fábulas pánicas (1967-1973). Des de la meitat de la dècada de 1970 va formar part del grup Les Humanoïdes associés, juntament amb altres guionistes i dibuixants especialitzats en el gènere fantàstic i de ciència-ficció, vinculats a la revista Métal Hurlant.
Després de la seva quarta pel·lícula, Tusk, va començar L'Incal, en col·laboració amb Jean Giraud. En aquesta historieta aprofunditza en les seves arrels en el tarot i els seus símbols; per exemple, el protagonista, John Difool, està vinculat a la carta del boig. L'Incal seria el primer d'una sèrie de diversos còmics ambientats en el particular univers de ciència-ficció de Jodorowsky. El seu èxit va ser internacional, amb més d'un milió d'exemplars venuts en trenta anys i traduccions a més de vint idiomes, inclòs el japonès. En 1992 es va publicar a Santiago de Xile Un Cómic, llibre que va tenir un tiratge de 500 exemplars i que comptava amb un còmic inèdit inacabat i pòstum, escrit i dibuixat per Enrique Lihn, titulat Roma la loba, en el pròleg del qual s'inclou l'entrevista més llarga i completa que ha fet mai Jodorowsky, amic íntim de Lihn, sobre l'art de la historieta i la seva faceta com a guionista i inspirador de nombrosos dibuixants. Jodorowsky sempre ha indicat que, durant gairebé mig segle, el còmic va ser el seu principal mitjà de vida, el seu suport econòmic, ja que ni el seu cinema ni el seu teatre li han aportat mai beneficis econòmics.
Els seus còmics han estat traduïts a les principals llengües occidentals i distribuïts en gairebé tots els països d'Europa, Amèrica i Japó. Considerat el més important guionista d'historietes d'Europa durant trenta-cinc anys (en el període 1978-2012), és autor de més de quaranta historietes i més de cent àlbums (sumant títols d'un sol tom i sèries).

## Carrera cinematogràfica

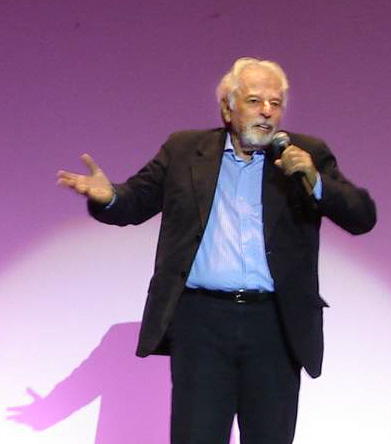
Alejandro Jodorowsky a Sitges 2006.

El seu cinema crida especialment l'atenció per ser impactant, transgressor, sobrecarregat, estrany, amb elements esotèrics i amb una atmosfera plena de simbolismes i surrealisme. Moltes vegades titllades d'incomprensibles, les pel·lícules de Jodorowsky tenen un lloc a l'anomenat cinema de culte.
El 1967, el pare del seu secretari particular li va oferir finançament per realitzar una de les seves obres teatrals i rodà amb ell la seva primera pel·lícula, Fando y Lis, adaptació de l'obra homònima de Fernando Arrabal. Protagonitzada per Diana Mariscal, Sergio Kleiner, la seva esposa Valerie i Juan José Arreola, es va projectar en el festival d'Acapulco a Mèxic i Jodorowsky va haver de sortir fugint per evitar ser linxat. L'indi Fernández, indignat per les imatges de la pel·lícula, va arribar fins i tot a treure la seva pistola. Atacada per la premsa, la cinta va ser defensada davant els periodistes per Roman Polanski, qui havia acudit convidat pel festival en companyia de la seva esposa Sharon Tate.
El seu segon film, El topo, va ser estrenat el 1970, amb la participació del seu fill Brontis, Alfonso Aráu i Mara Lorenzio. Amb aquesta pel·lícula, Jodorowsky obtingué el reconeixement internacional i John Lennon, a través del seu representant Allen Klein, li oferí distribuir i finançar part del seu següent projecte, La muntaña sagrada. L'estrella principal seria George Harrison, però davant l'exigència d'Alejandro de mostrar un primer pla del seu anus, i la negativa del músic a fer-ho, el director decideix no donar-li el paper. La muntaña sagrada és l'única pel·lícula de ficció basada en l'eneagrama de la personalitat, ideat a partir del sufisme per Georges Gurdjieff i desenvolupat principalment per Óscar Ichazo i Claudio Naranjo.
L'any següent supervisa el muntatge de The Last Movie per fer-li un favor al seu amic Dennis Hopper, director, guionista i intèrpret d'aquesta pel·lícula. També el 1971 produeix Pubertinaje, llargmetratge mexicà que consta de tres episodis: Joc de miralls (dirigit per José Antonio Alcaraz), Un sopar de nadal (de Pablo Leder) i Tetraedre (de Luis Urías). En el primer actuen els seus fills Brontis i Axel Cristóbal; va caldre esperar fins a febrer de 1978 per veure l'estrena a Mèxic DF. Jodorowsky va ser així mateix el productor de Apolinar (1972), llargmetratge dirigit per Julio Castillo (1944-1988) a través de Produccions Zohar.
Dune va ser probablement un dels projectes més ambiciosos de Jodorowsky, en el qual va treballar durant més de 5 anys i en el qual va convidar a participar Orson Welles, Salvador Dalí (que hauria cobrat 150.000 dòlars per una hora i mitja de filmació, cosa que l'hauria convertit en l'actor millor pagat fins al moment), Chris Foss, Pink Floyd, H. R. Giger i Mick Jagger, tot sota la direcció artística del dibuixant francès Moebius. Però el projecte, retardat una infinitat de vegades, va fracassar: la productora es va retirar, deixant més de 3.000 dibuixos realitzats per Moebius, que temps després es convertirien en l'ànima del còmic L'Incal. A principis dels vuitanta, David Lynch va fer la seva pròpia versió cinematogràfica de Dune, basada en la novel·la homònima de Frank Herbert, un clàssic de la ciència-ficció. Més tard faria un llibre artístic sobre el seu frustrat projecte, que presentaria el 2012 en la prestigiosa Documenta de Kassel.
Després de mitja dècada sense dirigir filmà Tusk, una producció francesa rodada a l'Índia. Després rodà a Mèxic el seu quart llargmetratge, Santa sangre (1989), produïda per Claudio Argento i protagonitzada pels seus fills Cristóbal i Adán. Contra la seva voluntat va dirigir El ladron del arcoiris (1990), protagonitzada per Omar Sharif i Peter O'Toole, un dels seus majors fracassos a causa de les pressions de la companyia del productor jueu rus-polonès Salkind i la seva esposa, la pintora mexicana Berta Domínguez D. (autora de l'argument original i actriu en el film), qui prengueren el control de la pel·lícula.
El 1988 coneix, en un viatge promocional al Japó, al cèlebre dibuixant i cineasta Katsuhiro Ōtom, a qui va donar la idea per a l'impactant final d'Akira, primer còmic manga que es portà al cinema amb èxit mundial. Anys més tard, Jodorowsky li va oferir al japonès la sèrie Megalex, la qual finalment va dibuixar el francès Fred Beltran (1999, 2002 i 2008).
A més de ser l'autor dels textos de les seves pròpies pel·lícules, Jodorowsky ha coescrit també guions per a altres directors com ara el de Kaena - La profecia (2003), llargmetratge d'animació franco-canadenc dirigit per Chris Delaporte i Pascal Pinon, o el de l'episodi Master of Destiny (emès el 3 de novembre de 2012 a France 4, França, i posteriorment a Bèlgica, Alemanya, Àustria i Luxemburg) dins de la sèrie televisiva franco-belga, en anglès Metall Hurlant Chronicles (2012), creada per Guillaume Lubrano.
Revaloració del seu cinema
El cinema de Jodorowsky es troba, en ple segle xxi, vivint una fase de revaloració, especialment al món anglosaxó, francòfon i hispanoamericà. A països com els Estats Units, Canadà, Regne Unit, Japó o Corea del Sud ha esdevingut cinema de culte. Amb una filmografia escarida –vuit pel·lícules–, el cinema de Jodorowsky manifesta un univers creatiu propi on el metafísic i el terapèutic es donen la mà, en el qual allò transcendental s'expressa mitjançant un complex entramat de símbols cinematogràfics, mitjançant particulars manifestacions estètiques. Exemples d'aquesta nova apreciació del seu cinema entre les noves generacions són Zoom Back Camera! El cinema d'Alejandro Jodorowsky, llibre publicat en 2009 per la muntadora xilena Andrea Chignoli, que va participar en la restauració de les seves quatre primeres pel·lícules en DVD a Nova York (2006) –promogudes per l'empresa ABCKO, propietària dels drets–, o Alejandro Jodorowsky, de Diego Motlles (Càtedra, Madrid 2012), amb pròleg del propi multifacètic creador.
I afegeix Jodorowsky que la influència del seu cinema s'estén de la música moderna a artistes tan dispars com John Lennon, Peter Gabriel o Marilyn Manson (els tres amics personals seus en etapes diferents de la seva vida), i al setè art: el cinema mexicà dels anys setanta (especialment Juan López Moctezuma i Rafael Corkidi) i a cineastes tan diferents com Dennis Hopper, David Lynch (Eraserhead), Federico Fellini o Darren Aronofsky (La font de la vida, 2006). Jan Kounen el cita en els agraïments de la seva pel·lícula Coco Chanel & Igor Stravinsky (2009).
Un exemple d'aquesta empremta el trobem en Fellini, qui, després de veure Fando y Lis a Roma sota el títol Il paese incantato, va incorporar a la seva pel·lícula Satyricon (1969) alguns temes, símbols i seqüències, com ara la del banquet pantagruèlic o l'escena de lluita a l'interior del cràter volcànic. A més, el 1990, després de veure a la capital italiana l'estrena de Santa sangre, li va vendre el guió de Viatge a Tulum, en el qual el mateix Jodorowsky apareix com a personatge, i on narra el viatge de Fellini a Mèxic a la recerca d'un xaman. El guió d'aquesta cinta va ser convertit en còmic pel cèlebre dibuixant Milo Ragés, habitual col·laborador del xilè-francès.
El 28 d'agost del 2011 va ser llançat el videoclip Born Villain –dirigit per l'actor Shia LaBeouf en col·laboració amb Marilyn Manson, que a més de la música també apareix com a intèrpret–, el qual té notables referències i homenatges a dues pel·lícules de Jodorowsky: La muntaña sagrada (el film favorit de Manson) i El topo.
Nicolas Winding Refn li va dedicar la seva pel·lícula Drive en els títols de crèdit, indicant que era un tribut a Jodorowsky. Al maig de 2013 aquest cineasta va coincidir amb Jodorowsky en el Festival de Cannes, on li va dedicar el seu film Only God Forgives.
El juny de 2012, després de vint-i-dos anys sense dirigir, Jodorowsky va començar a rodar, al seu Tocopilla natal, l'adaptació cinematogràfica dels primers capítols de les seves memòries, La dansa de la realitat, on narra la seva infància d'entre 1929 a 1939). La pel·lícula va ser estrenada en el Festival de Cannes el 18 de maig de 2013 dins de la Quinzena de Realitzadors, en una sessió conjunta d'homenatge al cineasta, al costat del documental Jodorowsky's Dune (2013), de Frank Pavich. Dos mesos i mig després, el 31 d'agost, la cinta va ser mostrada gratuïtament a Tocopilla. A les sales comercials de França va arribar el 5 de setembre.
La crítica internacional va ser gairebé unànimement favorable a l'hora d'avaluar La dansa de la realitat. Així, The Guardian la va qualificar de "brillant", mentre que Le Monde la va considerar «excepcional»; en termes similars es van manifestar revistes nord-americanes com Variety i Hollywood Reporter, així com la pràctica totalitat de la premsa francesa, anglosaxona, espanyola i hispanoamericana, excepte algunes excepcions com la d'El Mundo.
El cinema de Jodorowsky en DVD i Blu-Ray Disc
Fins al 2004 Fando y Lis i Santa sang eren les úniques pel·lícules de Jodorowsky disponibles en DVD, en còpies descatalogades. El talp i La muntaña sagrada, abans del 2004, no estaven disponibles per a vídeo o DVD a causa de disputes amb el distribuïdor i propietari Allen Klein. No obstant això, l'any 2004 Jodorowsky i Allen Klein resolgueren la disputa i restauraren les pel·lícules el 2006 a l'estudi de la productora a Nova York, la qual cosa portar a anunciar de nou la distribució de pel·lícules de Jodorowsky. El 19 de gener de 2007, el lloc web Digitalbits va anunciar que l'1 de maig de 2007 Anchor Bay distribuiria un paquet que inclouria El topo, La muntaña sagrada i Fando y Lis (les tres pel·lícules que Jodorowsky considera "seves"). Una edició limitada inclouria les bandes sonores de les dues primeres. No obstant això, còpies d'aquestes cintes han estat circulant il·legalment per Internet des de fa anys.
A Espanya, la companyia independent Cameo Media va editar i va distribuir, al juliol d'aquest any, el pack d'ABKCO amb les bandes sonores esmentades, a més de distribuir la seva trilogia mexicana en DVD per separat. Vellavisión va editar Santa sangre, però aquest DVD està descatalogat. A Alemanya es va editar, el 2010, The Rainbow Thief en DVD, anunciada com el director's cut (muntatge del director), quelcom que Jodorowsky ha desmentit.
Als Estats Units, a inicis de 2011, s'han editat per primera vegada en Blu-Ray Disc els seus quatre llargmetratges mexicans: Fando y Lis, El topo, La muntaña sagrada (ABCKO Films) i Santa sangre (Severin Films). Aquesta última pel·lícula va ser presentada per Jodorowsky a Nova York, amb àmplia repercussió en els mitjans, inclosa una entrevista en el prestigiós The Wall Street Journal.
Projectes cinematogràfics no realitzats
En una entrevista concedida a Premier Magazine, Jodorowsky va dir que tenia en projecte una pel·lícula de gàngsters anomenada King Shot, amb Marilyn Manson, que interpretaria un Papa de 300 anys, i probablement amb Nick Nolte, qui ha expressat també interès per treballar amb el director.
Jodorowsky va intentar, així mateix, produir una seqüela de el topo sota el títol de The Sons of El Topo amb la participació de Manson i Johnny Depp, però el 2005 va abandonar el projecte en no trobar inversors. De totes maneres, aquest any va començar a produir Abelcaín, un film en el qual apareix el personatge d'aquesta pel·lícula, encara que amb un altre nom a causa d'una lluita legal pels drets del personatge. Com va explicar en una entrevista Jodorowsky: “Estic treballant en una producció francocanadenca anomenada Abelcaín, la qual és una nova versió del mateix projecte. El personatge del Talp s'ha convertit en El Toro. Una senzilla ratlla afegida a la lletra 'P' ha convertit una rata subterrània en un feroç toro. Per als veritables artistes, les dificultats es converteixen en oportunitats, i els núvols en un sòlid present”. Cinc anys més tard va reprendre el projecte amb la productora russa Parallell Media Films –el nord-americà Raymond J. Markovich (n. 1966, novaiorquès establert a Rússia des de 1993), Olga Mirímskaya i Arcadi Golybovich–, companyia especialitzada en cinema fantàstic en anglès, amb oficines a Los Angeles, Sant Petersburg i Londres, però en la primavera de 2011 va ser cancel·lat per falta de fons, pel que sembla sine die.

## Novel·les
Seguint l'ordre cronològic en el qual van ser escrites (i no en el seu ordre de publicació), les cinc novel·les de Jodorowsky són: El lloro de set llengües (1991), Les ànsies carnívores del no-res (1995), On millor canta un ocell (1992), El nen del dijous negre (1999) i Albina i els homes-gos (1999). Han estat traduïdes a nombrosos idiomes, entre ells l'anglès, francès, alemany, italià i portuguès.
El prestigi crític de les seves novel·les és tardà i limitat en l'àmbit hispà. No va ocórrer així en l'àmbit francòfon. Efectivament, encara que la seva narrativa no va ser publicada en castellà fins a la dècada de 1990, algunes de les seves novel·les van aparèixer primer en la dècada anterior, la de 1980, en traduccions al francès, gràcies a la labor i a l'entusiasme de l'editor i traductor gal Gérard de Cortanze: Els araignées sans mémoire (Les Humanoïdes associés, col. La Bibliothèque Humanoïde, París, 1980), Le Paradis des perroquets (Flammarion, col. Barroc, París, 1984), Gran Premi de l'Humor Negre, i Enquête sur un chemin de terre (Acropole, París, 1988).

## Psicomàgia i psicogenealogia
La psicomàgia és una tècnica creada i exercida per Jodorowsky que pretén servir de sanació espiritual. Si bé proposa resoldre des de conflictes psicològics a somàtics, no és una tècnica científica ni és reproduïble. El mateix Jodorowsky reconeix que no se situa «en el terreny científic». D'acord amb aquest, enfonsa les seves arrels en el xamanisme, el tarot, la psicoanàlisi i l'efecte del teatre. «Per a mi la psicomàgia és com una derivació de la poesia, del teatre… de tot el que he fet».
Jodorowsky fonamenta la seva metodologia en la premissa que l'inconscient pren els actes simbòlics com si fossin fets reals, de manera que un acte màgic-simbòlic-sagrat podria modificar el comportament de l'inconscient i, per tant, si estigués ben aplicat, guarir certs traumes psicològics.
Aquests actes són «dissenyats a mesura» i es prescriuen després que el «psicomag» analitzi les peculiaritats personals del consultant i fins i tot estudiï el seu arbre genealògic.
Per a això, Jodorowsky va crear la psicogenealogia. Aquesta parteix de la premissa que determinats traumes i comportaments inconscients es transmeten de generació en generació per la qual cosa, per a què un individu prengui consciència d'ells i pugui deslligar-se d'aquests, és necessari que estudiï i faci actes psicomàgics basats en el seu arbre genealògic i els patrons que existeixen en aquest.

### Afirmacions sobre psicomagia
Jodorowsky va afirmar fa temps que, categòricament, qualsevol persona que es declarés psicomàgica o proposés consells de psicomàgia era un mentider, i que fins a aquest moment solament ell, el seu fill Cristóbal Sol i la seva exparella Marianne Costa podien exercir la psicomàgia. Segons ell no existia cap escola de psicomàgia que hagués autoritzat, i tornava a afirmar que els que anunciessin aquesta escola o eren ingenus o eren astuts comerciants.
En una entrevista que Jodorowsky va fer a Santiago Segura, aquest va dir que el que més admirava d'ell era que solament ell, el seu fill i la seva esposa podien ser psicomàgics, al que Jodorowsky li va respondre que ell també podia ser psicomàgic si volia. Des de fa temps Jodorowsky diu que l'afirmació que solament ell podia ser psicomàgic ha deixat de ser certa, perquè molta gent molt educada i capacitada s'ha topat amb el seu pensament. Aquest advertiment de Jodorowsky anava destinada a evitar que falsos «vidents», «bruixots» o «sanadors» s'aprofitessin de la gent. No obstant això, sovint va ser interpretada d'una manera més polèmica.

### Col·laboracions en premsa
El 2008 Jodorowsky va recopilar les seves cartes a lectors publicades en el suplement XL del diari italià La Repubblica durant l'any 2007, en una secció titulada Psicoposta (psicocorreo, en italià) publicant-ho en forma de llibre sota el títol Correu terapèutic.

## Obres

### Filmografia com a cineasta
Curtmetratge
- La Cravate (La corbata, 1957, França)[37]

Llargmetratges
- Fando i Lis (Mèxic, 1968)
- El topo (Mèxic, 1970)
- La muntanya sagrada (The Holy Mountain, Mèxic-Estats Units, 1973)
- Tusk (França-Índia, 1980)
- Santa sang (Sangue sant, Mèxic-Itàlia, 1989)
- El Lladre del Arcoiris (The Rainbow Thief, Regne Unit, 1990)
- La dansa de la realitat (La Danse de la réalité, França-Xile, 2013)[38]

### Filmografia com a actor
- La Cravate (França, 1957), en el paper de: manyaga (com Alejandro Jodorowsky)
- Fando i Lis (Mèxic, 1968) en el paper de: marionetista (cameo no acreditat)
- El talp (Mèxic, 1970), en el paper de: El Talp (com Alexandro Jodorowsky)
- Anticlímax (Mèxic, 1973), dirigida per Gelsen Gas
- La muntanya sagrada (Mèxic-Estats Units, 1973), en el paper de: Alquimista (com Alexandro Jodorowsky)
- Res fàcil (Pas si greu, Itàlia, 2003), dirigida per Bernard Rapp, en el paper de: Pablo, el pare.
- Musikanten (Itàlia, 2006), dirigida per Franco Battiato, en el paper de: Ludwig van Beethoven.
- Niente è come sembra (Res és com sembla, Itàlia, 2007), de Battiato
- The Island (Bulgària, Suècia, 2011), dirigida per Kalmen Kalev, en el paper de: Jodo, tarotista.
- Ritual - A Psychomagic Story (Itàlia, 2012), dirigida per Giulia Brazzale i Lucca Immesi, en el paper de: Fernando.

Teatre
- La fantasma cosquillosa (farsa iniciàtica) (1948)
- La princesa Esgarrapa (1958)
- Melodrama sacramental (1965)
- Zaratustra (1970)
- El túnel que es menja per la cua (acte sacramental pànic) (1970)
- El Joc que tots juguem (1970)
- El tafaner convertit (tragèdia pánica) (1971)
- El Somni (Paráfrasis de l'obra d'Augusto Strindberg) (1971)
- Pedrolino (mimodrama ballet) (1998)
- Òpera pánica (cabaret tràgic) (2001)
- Escola de ventrílocuos (comèdia absurda) (2002)
- Les tres velles (melodrama grotesc) (2003)
- Hipermercat (paporreta infame) (2004)
- El somni sense fi (drama sublim) (2006)
- Sang real (drama antic) (2007)
- Teatre sense fi (tragèdies, comèdies i mimodramas), antologia que inclou tots els títols anteriors; Siruela, Madrid, 2007
- Le gorille (El goril·la), obra inèdita de 2009, inspirada en el relat Informi per a una acadèmia (Ein Bericht für eine Akademie, 1917), de Franz Kafka

Narrativa i assajos
- Contes pànics, amb il·lustracions de Roland Topor; Editorial Novaro, 1963
- Teatre pànic, Editorial Novaro, 1965
- Jocs pànics, Editorial Novaro, 1965
- El Talp, rondalla pánica amb imatges, guió original de la pel·lícula homònima, Novaro, 1970
- El lloro de set llengües, novel·la, Grijalbo, 1991 (2a. ed.: Siruela, 2005)
- El parany sagrat: Converses amb Gilles Farcet, entrevista, Grijalbo, 1991 (edició ampliada: Chandra, 2007)
- On millor canta un ocell, novel·la, Grijalbo, 1992 (2a. ed.: Siruela, 2002)
- Les ànsies carnívores del no-res, novel·la, Grijalbo, 1995 (2a. ed.: Siruela, 2006)
- Psicomagia, assaig, Seix Barral, 1995 (2a edició ampliada: Siruela, 2007)
- Ombres al migdia, Dolmen, Santiago, 1995
- Antologia pánica, recopilació de textos per Daniel González-Propietàries, 1996
- Els Evangelis per sanar, assaig, 1997, (2a edició: Siruela, 2007)
- La saviesa dels acudits, assaig, amb il·lustracions de George Bess; Obelisc, 1997
- El nen del dijous negre, novel·la, Siruela, 1999
- Albina i els homes-gos, novel·la, amb il·lustracions de François Boucq; Grijalbo, Mèxic / Siruela, Madrid, 2000
- No prou dir, poesia, Visor, 2000
- La dansa de la realitat, memòries, Siruela, 2001
- El pas de l'oca, relats, Visor, 2001
- La saviesa dels contes, assaig, Obelisc, 2001
- L'escala dels àngels, assaig, Obelisc, 2001
- El tresor de l'ombra, memòries, Siruela, 2003
- El dit i la lluna, assaig, Obelisc, 2004
- Pedres del camí, poesia, Obelisc, 2004
- La via del tarot, assaig, en coautoría amb Marianne Costa; Siruela, 2004
- Jo, el tarot, assaig i poesia, Siruela, 2004
- El mestre i les magues, memòries; traduït al català per Núria García Caldés a Editorial Columna, 2005, ISBN 9788466406499
- Solament d'amor, poesia, Visor, 2006
- Cabaret místic, filosofia i sicología, Siruela, 2006
- Correu terapèutic, assaig, L'Esfera dels Llibres, 2008
- Manual de Psicomagia (consells per sanar la teva vida), Siruela, 2009
- Passos en el buit, poesia, Visor, 2009
- Tres contes màgics (per a nens mutantes), Siruela, 2009; inclou:
  - Memòries d'un nen bomber (semiautobiográfico), Loïe del cel i La increïble mosca humana
- Contes màgics i del intramundo, inclou els anteriors tres realatos més 56 microtextos sota el títol de Contes del intramundo; Random House Mondadori, 2010
- Poesia sense fi, tota la seva lírica; Editorial Huacanamo, 2009
- Metagenealogía, assaig, en coautoría amb Marianne Costa; Siruela, 2011
- Ull d'or (metaforismos, psicoproverbios i poesofía), creat a partir de Twitter; Siruela, 2012
- Viatge essencial, poesia, Edicions Corrent Alterna, 2012
- 365 tuits de saviesa, creat a partir de Twitter; Siruela, 2014
- La vida és un conte, edició digital exclusiva Amazon, 2014.[39]
- 365 tuits d'amor, creat a partir de Twitter; Siruela, 2015.

### Còmics (sèries i títols individuals)
Les dates són les de la primera edició original, editades en castellà les 3 primeres (a Mèxic) i en francès la resta (a París). En el cas de les sèries de còmics, la data indica el primer tom o àlbum
- Aníbal 5, sèrie de 6 àlbums feta amb el dibuixant Manuel Moro; Ciutat de Mèxic, 1966
- Els insuportables Borbolla, amb Moro, Ciutat de Mèxic, 1966
- Rondalles pánicas, reimpressions de tires publicades en el periòdic Herald de Mèxic, guió i dibuix de Jodorowsky, 1967-1973; sèrie completa de les 284 rondalles pánicas, Grijalbo, 2003
- Els ulls del gat (Els Yeux du xat, París, 1978), amb el dibuixant Moebius
- L'Incal (París, 1981-1988), sèrie de 7 àlbums amb el dibuixant Moebius
- Las aventuras de Alef-Thau (Les Aventures d'Alef-Thau, París, 1983-1998), primer amb el dibuixant Arno i després amb Al Covial; sèrie de 8 àlbums
- El Déu gelós (Le Dieu Jaloux, París, 1984), amb el dibuixant Silvio Cadelo
- L'Ange Carnivore (París, 1986), amb Cadelo
- La saga de Alendor (Allandor, 1984-1991), amb Cadelo; integral editada el 1991 que reuneix els dos àlbums anteriors, Le Dieu Jaloux i L'Ange Carnivore.
- Els bessons màgics, (Els jumeaux magiques, París, 1987), amb el dibuixant George Bess
- John Diffol abans del Incal (Avant l'Incal, 1988-1995), sèrie de 6 àlbums amb el dibuixant Zoran Janjetov
- El lama blanc (Le Lama blanc, París, 1988-1993), amb el dibuixant George Bess. Sèrie de 6 àlbums.
- Aníbal Zinq (Aníbal Cinq, 1990-1992), sèrie de 2 àlbums amb Bess
- El cor coronat (Le Cœur couronné, París, 1992-1998), sèrie de 2 àlbums amb Moebius
- La casta dels Metabarones (La Caste des Méta-Barons, París, 1992-2002), amb el dibuixant Juan Giménez López. Sèrie de 8 àlbums i 2 àlbums extra: HS1 La Maison des ancêtres i HS2 L'Univers des Méta-Barons (diversos dibuixants), tots dos en 2000
- La passió de la Deessa-mante (Diosamante, París, 1992), amb el dibuixant Jean-Claude Gal
- Cara de lluna (Face de lune, 1992-2004), sèrie de 5 àlbums amb el dibuixant François Boucq
- Oda al X (París, 1993), amb Bess
- La vérité est au fond des rêves (París, 1993), amb el dibuixant Jean-Jacques Chaubin
- Arpes d'Ángel (Griffes d'ange, París, 1994), amb Moebius
- Juan Solament (París, 1995-1999), sèrie de 4 àlbums amb Bess
- Gilles Hamesh, detectiu privat de tot (Gilles Hamesh, vaig privar (de tout), París, 1995), amb el dibuixant Durandur (Michel Durand)
- Allior (Aliot,1: Le Fils des ténèbres, París, 1996), amb el dibuixant Víctor de la Font
- Els Tecnopadres (París, 1998-2006), sèrie de 8 àlbums amb el dibuixant Zoran Janjetov
- Le tresor de l'ombre (París, 1999), amb Boucq
- Megalex[40] (París, 1999), sèrie de 3 àlbums amb el dibuixant Fred Beltran
- Després del Incal (Après l'Incal, París, 2000), amb Moebius
- Bouncer (París, 2001-2009), sèrie de 7 àlbums amb Boucq
- Els Borgia (Borgia, París, 2004-2010), sèrie de 4 àlbums amb Milo Ragés
- Astéroïde hurlant (París, 2006), amb diversos dibuixants de Les Humanoïdes associés
- Pietrolino (París, 2007-2008), sèrie de 2 àlbums amb el dibuixant Olivier Boiscommun
- Dayal de Castaka (París, 2007), amb el dibuixant Julio Martínez Pérez, àlies Das Pastores. Tom 1: Castaka 1. Dayal el Primer Ancestre.
- El món de Alef-Thau (Le monde d'Alef-Thau, París, 2008-2009), sèrie de 2 àlbums amb el dibuixant Marco Nizzoli
- Final Incal (París, 2008-2011), 2 toms amb el dibuixant Ladrönn: Els Quatre de John Difool (2008) i Louz d'Arpa (2011)
- Els Armis du Méta-Baron (París, 2008), amb els dibuixants Travis Charest] i Janjetov
- El Papa terrible (Le Papi terrible, París, 2009), sèrie de 2 àlbums amb el dibuixant Theo Caneschi i colors de Sébastien Gérard
- Sang real (Sang royal, París, 2010-2012), 3 toms amb el dibuixant Dongzi Liu
- Ogregod (París, 2010-2012), 2 toms amb Janjetov: Els Naufragés, 2010, i Sans futur, 2012
- Showman Killer (París, 2010-2012), sèrie de 3 àlbums amb el dibuixant Nicolas Fructus. Tom 1: Un héros sans coeur, 2010; 2: L'Enfant d'or, 2012; 3: La Femme invisible, 2012

Bibliografia de còmics en castellà
- Aníbal 5: dibuix de Manuel Moro. Publicat a Mèxic per l'editorial Novaro en sis cuadernillos independents aproximadament el 1966 (“L'Amenaça de les Dones Topo”, “Les Cinc Dones de Aníbal 5”, “El Cementiri dels Satèl·lits”, “L'Home Dona”, “Les Mòmies Romàntiques”, i “El Riure del Cangur”), i mai reeditats.
- Els Insuportables Borbolla: dibuix de Manuel Moro. Publicat a Mèxic per l'editorial Novaro en un únic cuadernillo independent, aproximadament el 1966, i mai reeditat.
- L'Incal: dibuix de Moebius. Edició “definitiva”, publicada per Norma Editorial en un sol tom (cartoné) al setembre de 2007, amb nova portada i nou acolorit. Prèviament havia estat publicat també per Norma Editorial en un únic tom (cartoné) el desembre de 2000 amb l'acolorit original (segona edició en 2003, amb una altra portada diferent i acompanyat d'una samarreta de regal). Les primeres edicions espanyoles van ser:
  - El Incal Negre, Eurocomic (rústica), Col·lecció Humanoides número 11, octubre de 1983
  - El Incal Luz, Eurocomic, Col·lecció Humanoides número 12, desembre de 1983
  - El que està a baix, Eurocomic, Col·lecció Humanoides número 19, abril de 1985
  - El que està a dalt, Eurocomic, Col·lecció Humanoides número 22, desembre de 1985; eeeditado a l'abril de 1992 per Norma Editorial (rústica) en un format lleugerament major
  - La cinquena essència, 1a. parteix, Eurocomic, Col·lecció Humanoides número 28, novembre de 1988
  - Planeta Difool, Eurocomic, Col·lecció Humanoides número 29, març de 1989
  - Edicions B va publicar en un curiós format (11 × 18 cm) les tres primeres parts, en la col·lecció Drac Pocket, nombres 1 (El Incal Negre, febrer de 1990), 2 (El Incal Luz, febrer de 1990), i 7 (Incal III: El que Està Sota, gener de 1991). A l'octubre de 2008, Edicions Glènat va publicar també L'Incal, traducció catalana de l'obra, en un sol tom i en format rústica.
- Alef-Thau: dibuix d'Arno (el vuitè i últim, de Covial). Les diferents edicions espanyoles dels vuit toms han estat les següents:
  - El Nen Tronc (retitulado Alef-Thau en la portada), Eurocomic, Col·lecció Humanoides número 16, setembre de 1984 (2a edició: 1990)
  - El Príncep Manxol, Eurocomic, Col·lecció Humanoides número 21, setembre de 1985 (Norma Editorial, col·lecció Les Aventures de Alef-Thau (II), febrer de 2000; 2a. i última edició: maig de 2003)
  - El Rei Borni, Eurocomic, Col·lecció Humanoides número 25, febrer de 1987 (Norma Editorial, col·lecció Les Aventures de Alef-Thau (III), març de 2000)
  - El Senyor de les il·lusions, Eurocomic, Col·lecció Humanoides número 30, abril de 1989
  - L'Emperador Coix, Eurocomic, Col·lecció Humanoides número 32, setembre de 1990
  - L'home sense realitat, Norma Editorial, col·lecció Les Aventures de Alef-Thau (VI), abril de 1992
  - La porta de la veritat, Norma Editorial, col·lecció Les Aventures de Alef-Thau (VII), juliol de 1995
  - El triomf del somiador, Norma Editorial, col·lecció Les Aventures de Alef-Thau (VIII), març de 2000
- El Déu gelós, dibuix de Cadelo; Eurocomic, Col·lecció Humanoides número 27, febrer de 1988. De la segona part de la història, L'àngel carnívor, es van publicar un total de 37 pàgines, repartides en els nombres 45, 46 i 47 (1986) de l'edició espanyola de la revista Métal Hurlant
- El lama blanc, dibuix de Georges Bess; Norma Editorial, sis toms (rústica) dins de la Col·lecció Pandora (nombres 1, 5, 11, 21, 40, i 48), titulats respectivament:
  - El lama blanc, desembre de 1989 (2a edició: juny de 1997)
  - La segona visió, març de 1990 (2a edició: juny de 1997)
  - La tercera oïda, octubre de 1990
  - La quarta veu, agost de 1991
  - Mà tancada, mà oberta, abril de 1993
  - Triangle d'aigua, triangle de foc, maig de 1994. A l'abril de 2007 es va editar en un únic tom (cartoné) per l'editorial Rossell, amb un interessant quadern afegit de dibuixos i anotacions de Bess
- Viatge a Tulum, guió i dibuix de Milo Ragés, amb Jodorowsky apareix com a personatge; Editorial New Comic (rústica), 1990
- Aníbal Cinc, dibuix de Georges Bess; Norma Editorial, dos toms (rústica), octubre de 1991, dins de la Col·lecció Pandora (núm. 23: Deu dones abans de morir, i núm. 35: L'home-femella)
- Címoc especial somnis, guió i dibuix de diversos autors (apareix un fragment de Psicomagia, una teràpia pánica, acompanyat de fotografies de Jodorowsky); Norma Editorial (rústica), desembre de 1991, dins de la col·lecció Címoc Especial (núm. 11)
- Un còmic, guió i dibuix d'Enrique Lihn (conté una llarga entrevista amb Jodorowsky on explica la seva relació amb la historieta fins a aquest moment, així com la seva forma de treballar en el mitjà); Pablo Brodsky, Santiago de Xile, gener de 1992 (únicament 500 exemplars)
- La Passió de Diosamante'”: dibuix de Jean-Claude Gal. Publicat per Norma Editorial dins de la revista “Címoc”, concretament en els nombres 145 (juny de 1993), 146 (juliol de 1993) i 147 (agost de 1993).
- La casta dels metabarones, dibuix de Juan Giménez. Les diferents edicions espanyoles dels vuit toms (més l'extra La casa dels ancestres) han estat les següents:
  - Othon el rebesavi, Edicions B (cartoné), col·lecció Els Llibres de Co&Co (núm. 5), juny de 1993; Norma Editorial tant en rústica (Col·lecció Pandora núm. 76) com en cartoné, juliol de 1998 (la seva última edició és la quarta, de desembre de 2003)
  - Honorata la rebesàvia, Edicions B (cartoné), col·lecció Els Llibres de Co&Co (núm. 13), maig de 1994; Norma Editorial tant en rústica (Col·lecció Pandora núm. 77) com en cartoné, agost de 1998 (la seva última edició és la tercera, de gener de 2003)
  - Agnar el besavi, Norma Editorial tant en rústica (Col·lecció Pandora núm. 61) com en cartoné, octubre de 1996 (la seva última edició és la quarta, de gener de 2006)
  - Oda la besàvia, Norma Editorial tant en rústica (Col·lecció Pandora núm. 69, novembre de 1997) com en cartoné (gener de 1998)
  - Cap de Ferro, l'avi, Norma Editorial tant en rústica (Col·lecció Pandora núm. 81) com en cartoné, maig de 1999, (la seva última edició és la tercera, de desembre de 2003)
  - Donya Vicenta Gabriela de Rokha, l'àvia, Norma Editorial tant en rústica (Col·lecció Pandora núm. 87) com en cartoné, juny de 2000 (la seva última edició és la segona, d'agost de 2002)
  - Aghora, el pare-mare, Norma Editorial tant en rústica (Col·lecció Pandora núm. 96) com en cartoné, juliol de 2002
  - Sense Nom, l'últim metabarón, Norma Editorial tant en rústica (Col·lecció Pandora núm. 101) com en cartoné, el desembre de 2003
  - La casa dels ancestres, Norma Editorial tant en rústica (Col·lecció Pandora núm. 92) com en cartoné, març de 2002. A l'octubre de 2007 l'editorial Mondadori va editar els nou volums en un únic tom (cartoné), en format més reduït, i Glénat va començar la seva publicació en llengua catalana (La nissaga dels metabarons) en tres volums recopilatoris, dels quals va sortir el primer d'ells a l'abril de 2008
- Cara de Lluna, dibuix de François Boucq; Norma Editorial (cartoné), en cinc toms:
  - El domador d'ones, abril de 2005
  - La catedral invisible, maig de 2005 (publicada en rústica prèviament en la col·lecció Címoc Extra Color número 103, juny de 1993)
  - La pedra del cim, novembre de 2005 (publicada en rústica prèviament en la col·lecció Címoc Extra Color número 148, març de 1998)
  - La dona celestial, desembre de 2005
  - L'ou de l'ànima, gener de 2006
- El cor coronat, dibuix de Moebius; Norma Editorial, un sol tom (cartoné), desembre de 2006 (la portada és la del segon tom, El parany de l'irracional, però no recull les altres dues). Prèviament havia aparegut en tres volums solts:
  - La boja del Sacré-Coeur, rústica, 1993, i posteriorment en cartoné
  - El parany de l'irracional, rústica, 1995, i posteriorment en cartoné
  - El boig de la Sorbona, cartoné, 2000
- Arpes d'àngel, dibuix de Moebius; Edicions La Cúpula (serializado) en la revista Kiss Cómix, nombres 43 a 56 (finals de 1995, inicis de 1996)
- Doble secret, dibuix de Sylvain; història curta (7 pàgines) publicada per la Cúpula en la revista L'Escurçó, a l'especial Cinema i TV, 1996
- Megalex, dibuix de Fred Beltran; Norma Editorial en tres toms (cartoné):
  - L'anomalia, juny de 2000
  - L'àngel corcovado, agost de 2002
  - El cor de Kavatah, març de 2009
- Després del Incal, dibuix de Moebius; Norma Editorial (cartoné), desembre de 2001 (va aparèixer únicament el primer tom, El nou somni”, que no es va continuar com a tal)
- Juan Solament, dibuix de Georges Bess, Planeta DeAgostini, quatre toms (cartoné), 2002 (recollits posteriorment en un estoig):
  - Fill del revòlver
  - Els gossos del poder
  - La carn i la sarna
  - Sant Bastardo
- Bouncer, dibuix de François Boucq; Norma Editorial, set toms (cartoné):
  - Un diamant pel més enllà, maig de 2002
  - La pietat dels botxins, gener de 2003
  - La justícia de les serps, maig de 2004
  - La venjança del manxol, setembre de 2005
  - La presa dels llops, maig de 2007
  - La Vídua Negra, abril de 2009
  - Cor estripat, març de 2010
- Métal Hurlant: les històries signades per Jodorowsky que hi ha en els nombres editats a Espanya van ser:
  - Nº1, octubre-novembre de 2002, amb la història de tres pàgines La paraula, dibuixada per Marc Riou & Mark Vigouroux, més les nou primeres pàgines dibuixades per Travis Charest del que després serien Les armes del metabarón, titulades aquí L'últim dels Metabarones
  - Nº2, desembre de 2002-gener de 2003, amb la història de dotze pàgines La invasió, dibuixada per Igor Baranko
  - Nº3, març-abril de 2003, amb la història de deu pàgines Eucharist Sun, dibuixada per J.H. Williams III
  - Nº4, maig-juny de 2003, amb la història de nou pàgines El lleial Khondor, dibuixada per Pascal Alixe
  - Nº5, juliol-agost de 2003, amb la història de deu pàgines La culpa, dibuixada per Christian Højgaard
  - Nº6, setembre-octubre de 2003, amb la història d'onze pàgines Qui està somiant ara?, dibuixada per Jerome Opena
- Rondalles Pánicas: recopilació de totes les historietes dibuixades per Jodorowsky per al periòdic L'Herald de Mèxic; Grijalbo (rústica), Mèxic 2003
- Els Tecnopadres: dibuix de Zoran Janjetov i color de Fred Beltran; Norma Editorial, vuit toms (cartoné; recopilats en un únic llibre per la mateixa editorial al març de 2011, de dimensions més reduïdes):
  - La Preescuela Tecno, maig de 2003
  - L'Escola Penitenciària de Nohope, gener de 2004
  - Planeta-Jocs, juliol de 2005
  - Halkattraz, l'estel dels botxins, novembre de 2005
  - La Secta dels Tecno-Bisbes, febrer de 2006
  - Els secrets del Tecnovaticano, abril de 2006
  - El joc perfecte, agost de 2006
  - La galàxia promesa, setembre de 2007
- Històries del Sr. Tràngol: text, guió i dibuix de Valerio Veneres (Jodorowsky apareix com a personatge de còmic, a més d'escriure la introducció); Editorial Casariego (rústica amb solapes), 2004
- Els bessons màgics: dibuix de Georges Bess; Norma Editorial (cartoné), febrer de 2005
- Els Borgia: dibuix de Milo Ragés, Norma Editorial, tres toms (cartoné) fins ara (a França s'ha publicat la cambra i presumiblement últim tom, titulat Tout est vanité):
  - Sang per al Papa, desembre de 2005 (2a edició: març de 2007), Col·lecció Ragés Color núm. 22
  - El poder i el incesto, juny de 2006, Col·lecció Ragés Color núm. 23
  - El verí i la foguera, setembre de 2009
- Castaka: dibuix de Das Pastores; Norma Editorial, febrer de 2008; un tom fins al moment:
  - Dayal, el primer ancestre, història està relacionada amb el cicle La casta dels metabarones
- Abans del Incal: dibuix de Zoran Janjetov; Norma Editorial (cartoné), novembre de 2008 (reeditat posteriorment en un format més reduït i amb nova portada. Eurocomic havia publicat en la Col·lecció Humanoides núm. 31, maig de 1990 (rústica), la primera de les sis parts, titulada La joventut de John Difool, amb el dibuix original de Janjetov, abans de ser modificat. Hi ha dades que suggereixen que també va arribar a sortir la segona part, Detectiu privat de classe R en el número 33 de març de 1991, però si realment va arribar a ser així, la seva existència va ser tan efímera que sembla no haver sobreviscut ni un sol exemplar)
- Pietrolino: dibuix d'Olivier G. Boiscommun; Norma Editorial (cartoné), maig de 2009
- Final Incal: dibuix de Ladrönn; Norma Editorial (cartoné), juny de 2009; un tom fins al moment a Espanya (a França s'ha publicat el segon, titulat Louz de Gara):
  - Els quatre John Difool
- Frank Cappa: guió i dibuix de Manfred Sommer (Jodorowsky apareix com a autor d'un dels pròlegs, tal com s'anuncia en la portada); Edicions Glénat (cartoné), 2010
- Les armes del metabarón: dibuix de Travis Charest i Zoran Janjetov; Planeta DeAgostini (cartoné), maig de 2010
- Sang real: dibuix de Dongzi Liu; Edicions Glénat (cartoné), maig de 2010; un tom fins al moment:
  - Noces sacrílegas
- Els ulls del gat: dibuix de Moebius; Norma Editorial (cartoné), agost de 2010 (prèviament havia aparegut en el número 1 de l'edició espanyola de la revista Métal Hurlant, Editorial Nova Frontera, 1981, en blanc i negre i amb una reproducció bastant deficient)

## Premis
- Esment Especial en el Festival Internacional de Cinema de Taormina, per The Holy Mountain, el 1973.[42]
- Premi Especial del Jurado en el Festival de cinema fantàstic d'Avoriaz, pel talp, 1974.
- Grand Prix de l'Humour Noir (prix de l'Humour noir Xavier Forneret) per la seva novel·la Le Paradis des perroquets, Flammarion (Barroc), París, 1984 (ISBN 2-08-064707-5) (París, 1984).
- Premi Fantafestival (Mostra Internazionale del Film Di Fantascienza i del Fantastico) de Roma al conjunt de la seva carrera, 1989.[43]
- Premi al millor guió de còmic en el Festival Internacional de la Historieta de Angulema: Angoulême l'Alph'art du meilleur scénario pour le premier volume de sa nouvelle série avec Georges Bess, Juan Solament, (Angulema, gener de 1996).
- Premi Jack Smith Lifetime Achievement del Chicago Underground Film Festival (Chicago, 2000)
- 2001 Premi Haxtur a la "Millor Història Llarga" per "El cor coronat" en el Saló Internacional del Còmic del Principat d'Astúries Gijón.
- 2001 Premi Haxtur al "Autor que Estimem" en el Saló Internacional del Còmic del Principat d'Astúries Gijón.
- Premi Éléphant d'Or: Prix du meilleur album de l'année et Prix du public pour Bouncer T2, La Pitié des bourreaux (Les Humanoïdes associés, París, 2006).
- Premi Prix Albert Uderzo': Sanglier du meilleur dessin pour Bouncer T4, La Vengeance du manchot (Les Humanoïdes associés, París, 2006).
- Premio La Màquina del Temps concedit pel Festival de Cinema de Sitges, de mans del seu director Ángel Sala (octubre de 2006).[44]
- Premi Waldemar Daninsky per tota una carrera dedicada al cinema fantàstic i de terror, així com a la literatura i el còmic fantàstic, VII Setmana Internacional de Cinema Fantàstic i de Terror d'Estepona (Estepona, 2006).[45]
- Premi a la "Trajectòria com a Cineasta" del Festival Internacional de Cinema del Nord de Xile.
- El 27 d'abril de 2006 va rebre l'Ordre al Mèrit Artístic i Cultural Pablo Neruda (Xile 2006) de mans de Michelle Bachelet.[46]
- El 10 de juny de 2011, va rebre del suplement cultural del diari ABC el Premi ABC Cultural & Àmbit Cultural d'El Corte Inglés, de mans dels seus directors, Fernando Rodríguez Lafuente i Ramón Pernas. (Madrid, 2011).
- Premi Saint-Germain atorgat el 21 de gener de 2014 per la regle du Jeu, associació presidida per Bernard-Henri Lévy, a la dansa de la realitat, com a Millor Pel·lícula Estrangera estrenada a França en 2013.[47][48][49][50]